# Aalter Es

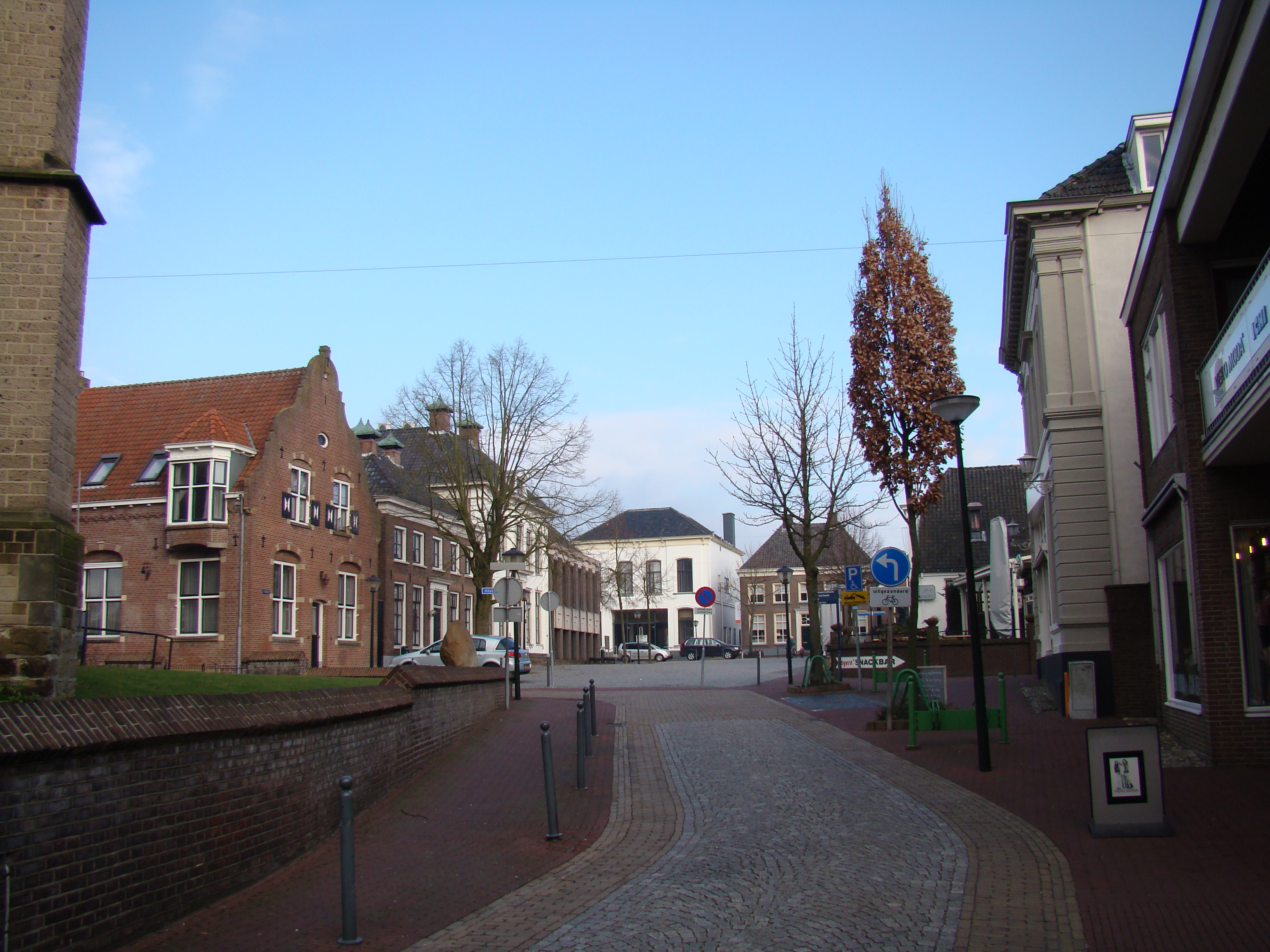
Vanaf de Kerkstraat over de Markt bezien is het hoogteverschil duidelijk waarneembaar, hier begint de Aalter Es.

De Aalter Es of Aaltense Es is een es vanaf de Ahof tot voorbij de dorpsgrens van Aalten. De es markeert de ontstaansgeschiedenis van Aalten.

## Geschiedenis
Rond het jaar 600 moet aan De Hoven in Aalten een nederzetting zijn ontstaan. De oudste nederzettingen bestonden uit kleine groepen mensen die van de landbouw leefden. Vanuit de nederzetting trokken de boeren dagelijks de es op om daar hun landbouwgronden te bewerken. Over Aalten kan men in die tijd spreken als een kern-esdorp. Bevindingen van archeologen in Aalten wijzen op een 9e-eeuwse nederzetting op de Hoven. De Oude Helenakerk staat echter buiten dat 9e-eeuwse centrum. De aangetroffen 9e-eeuwse hutkom lag niet ver van de Heelweg, een droog erosiedal dat als weg werd gebruikt: een dergelijk droog dal had als voordeel dat de te nemen helling minder steil was. De kerk is gebouwd aan de overkant van die weg. Waarschijnlijk werd bij de stichting van deze kerk een stuk land aangewezen dat niet geschikt was voor bewoning of bebouwing. Mogelijk lag het centrum van Aalten oorspronkelijk meer westelijk, op de Hoven. Op hoogtekaarten is globaal de vorm en grootte van de Es nog zichtbaar. Het noordelijke deel van Aalten is gelegen op de Aalter Es, de Aalter Es zelf vanaf het centrum in noordelijke richting door tussen buurtschappen Dale en de Hollenberg.

## Bron
- Drs. J.F.Th. de Beukelaer: De kerstening, de kerk en het centrum van Aalten; vereniginggelre.nl